# Lupiana
Lupiana – gmina w Hiszpanii, w prowincji Guadalajara, w Kastylii-La Mancha, o powierzchni 31 km². W 2011 roku gmina liczyła 275 mieszkańców.